# Marie Havlíčková
Marie Havlíčková (roz. Krauseová) (1898, Jilemnice – 26. září 1995, Praha) byla česká spisovatelka a manželka spisovatele Jaroslava Havlíčka.

## Životopis

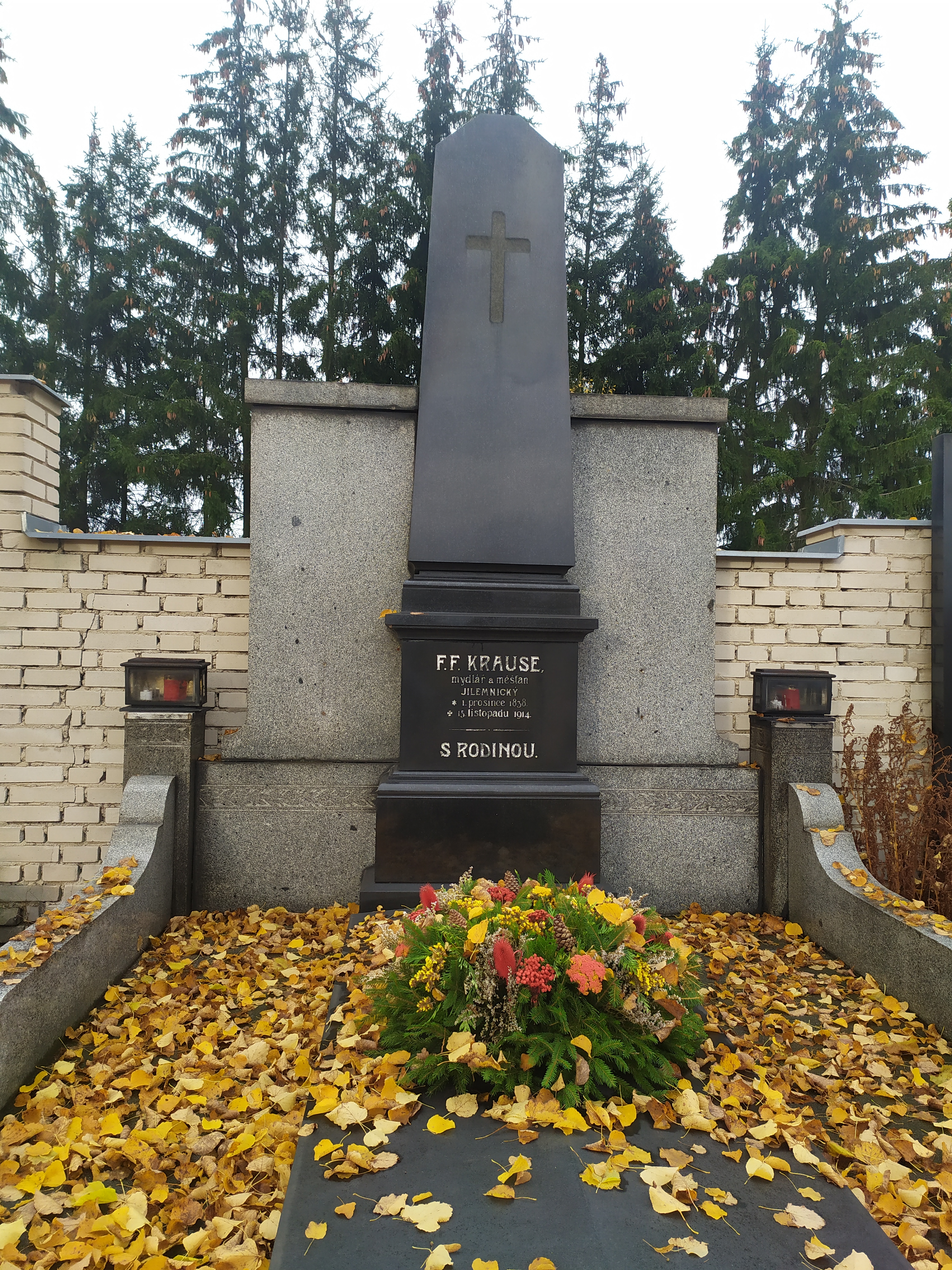
Hrob rodiny Krauseových na Jilemnickém hřbitově

Marie Krauseová se narodila do významné jilemnické rodiny mydláře Krauseho. Její matka byla ženou v domácnosti. Roku 1913 se jako patnáctiletá u ohňostroje seznámila se spolužákem Ády Vaňka (mladšího bratra její matky) s Jaroslavem Havlíčkem. Samotný Havlíček toto setkání označil za osudové, Marie Krauseová si však jistá nebyla. Dokonce se zasnoubí s jiným mužem. I přesto však obnovují vztah. V srpnu roku 1921 proběhla svatba.
Marie Havlíčková byla žena v domácnosti, starala se o dvě děti (Zbyňka a Evu) a vykonávala většinu práce v domácnosti, aby její manžel mohl pracovat. Dokonce ji stydlivý Jaroslav posílal udávat jeho básničky do nakladatelství.
Po smrti Jaroslava Havlíčka roku 1943 se starala o jeho odkaz, zejména zajistila nevydání jeho Deníku kvůli značné intimitě napsaného textu. Připravovala též strojopisy a poznámky svého manžela pro předání do Památníku národního písemnictví. V letech 1969 až 1970 začala tvořit mapu Jilemnice, kam se snažila umístit veškeré souvislosti mezi Jilemnickem, jeho obyvateli, jí a Havlíčkovým dílem. Když Josef Rumler roku 1981 zajistil vydání povídky Máňa, napsala do ní druhou část nazvanou Jarda.
Roku 1993 byl o ní a jejích vzpomínkách na Jaroslava Havlíčka natočen dvacetiminutový dokument Máňa.
Marie Havlíčková zemřela 26. září 1995 v Praze.

## Dílo
- Jarda (1981) – vyšlo jako část novely Máňa
- Mapa Jilemnice (1969–1970) – snaha umístit veškeré souvislosti mezi Jilemnickem, jeho obyvateli, Marií Havlíčkovou a Havlíčkovým dílem.
- Jaroslav Havlíček: neklidné srdce: vzpomínky, reflexe, literární místopis, korespondence (2006) – vydáno posmrtně, vzpomínky na Jaroslava Havlíčka

## Děti
- Zbyněk Havlíček (22. května 1922 Jilemnice – 7. ledna 1969 Praha) – surrealistický básník, psychoanalytik a překladatel
- Eva Havlíčková (1924) – výtvarnice, absolventka UMPRUM